# Jorge Galemire
Jorge Galemire (Montevideo, 11 de març de 1951 - Montevideo, 6 de juny de 2015) va ser un guitarrista, arranjador, compositor i cantant uruguaià.
Els seus començaments artístics van estar molt marcats per l'era beat, i va formar part de la dècada del 1970 del segle xx de diversos grups de certa importància a l'Uruguai, com El Syndikato, Epílogo de Sueños i Aguaragua, entre d'altres. També participà en el grup Canciones para no dormir la siesta. El 1977 va ser fundador, amb Jorge Lazaroff i Jorge Bonaldi, del grup Los que Iban Cantando, un dels més importants del cant popular uruguaià de l'època de la dictadura militar de l'Uruguai.
Va realitzar els arranjaments de significatius discos per a la música uruguaiana, entre d'altres Hoy canto de Dino i Sansueña d'Eduardo Darnauchans. Al costat d'aquest últim i amb Eduardo Rivero, va realitzar el 1976 i el 1993 un espectacle anomenat Nosotros Tres. Tanmateix va participar com instrumentista en discos de molts altres artistes com Jorge Drexler i Tabaré Arapí.
El 1981 Galemire produeix el seu primer treball solista, Presentación i dos anys més tard edita, Segundos afuera. Paral·lelament a la seva carrera solista, participa cap al 1984 al grup Repique format a més a més per Jorge Vallejo, Alberto Magnone, Jaime Roos, Andrés Recagno, Gustavo Etchenique i Carlos “Boca” Ferreira, i participa en l'enregistrament del seu primer fonograma, Repique. El 1991 surt a la venda Casa en el desierto i a continuació s'exilia a Espanya tornant a l'Uruguai el 2004. El juny de 2005 al costat de la gal·lesa Karen Ann, compon i interpreta música celta. El maig de 2008, fou el guanyador del premi Graffiti de l'Uruguai per la seva trajectòria. El 2011 el seu disc Presentación va ser inclòs en el llibre 111 Discos d'Andrés Torrón, en ser considerat fonamental dins la història de la música uruguaiana.
A principis d'abril de 2015 va patir un infart i un accident vascular cerebral pels que va romandre internat al Centre de Tractament Intensiu de l'Hospital Maciel fins a la seva defunció al juny del mateix any. Altres fonts indiquen que l'accident cerebrovascular hauria tingut lloc al març de 2015.

## Discografia
- Vals de Pocitos / A contraviento (senzill, amb Eduardo Rivero)[5]
- Presentación (1981)[5]
- Segundos afuera (1983)[5]
- Repique (1984)[5]
- Ferrocarriles (1987)[5]
- Casa en el desierto (1991)[5]
- Perfume (2004)[5]
- Nosotros Tres (amb Eduardo Darnauchans i Eduardo Rivero, 2010)[5]
- Trigo y plata (2012)[5]